# Wohlfahrtia seguyi
Wohlfahrtia seguyi är en tvåvingeart som beskrevs av Salem 1938. Wohlfahrtia seguyi ingår i släktet Wohlfahrtia och familjen köttflugor.
Artens utbredningsområde är Mauretanien. Inga underarter finns listade i Catalogue of Life.